# Meata zabkai
Meata zabkai is een spinnensoort in de taxonomische indeling van de springspinnen (Salticidae).
Het dier behoort tot het geslacht Meata. De wetenschappelijke naam van de soort werd voor het eerst geldig gepubliceerd in 2010 door Prószyński en Deeleman-Reinhold.